# Vanilla espondae
Vanilla espondae är en orkidéart som beskrevs av Soto Arenas. Vanilla espondae ingår i släktet Vanilla och familjen orkidéer. Inga underarter finns listade i Catalogue of Life.